# Томас Кембелл
То́мас Ке́мпбелл (англ. Thomas Campbell; 27 липня 1777, Глазго, Шотландія — 15 червня 1844, Булонь, Франція) — шотландський поет.

## Життєпис
Томас Кембелл народився 27 липня 1777 року в місті Глазго, походив із знатного, проте збіднілого роду. Навчався в Університеті Глазго.
За життя здобув популярність завдяки баладам на теми англійської та шотландської історії, (англ. Glenara) та (англ. Ballad of Lord Ullin’s Daughter). У 1799 році видав дидактичну поему (англ. The Pleasures of Hope), написану в традиціях класицизму, в ній різко виступив проти розділу Польщі, війн, рабства та работоргівлі.
Також автор лірико-романтичної поеми «Гертруда з Вайомінга», в якій описують життя молодих поселенців Нового Світу. За політичними переконаннями спочатку ліберал та прихильник Французької революції, під час Наполеонівських війн стає патріотом консервативного спрямування. В цей час пише декілька патріотичних військових пісень. Один із засновників Лондонського університету.
Український переклад поезії Томаса Кембелла здійснив Павло Грабовський, яка опублікована у збірці «Доля» в 1897 році.